# Копитів (Шептицький район)
Ко́питів — село в Сокальській міській громаді , у Шептицькому районі Львівської області, Україна. Населення становить 256 осіб. 

## Історія
Село Копитів розташоване на північний схід від міста Сокаль Львівської області. Сусідніми населеними пунктами є села: Горбків, Тартаків, Борок, Боб'ятин та Суховоля.
Коли було засновано село Копитів та причини його заснування встановити важко.

### Версії походження
Є декілька версій, як виникло село і його назва.

#### Версія перша
Поселення раніше було розташоване між Копитівським та Борокським лісами. Ця місцевість і по нині називається «Перша шия». Поселення тоді мало назву Копитко. Там щей сьогодні можна знайти куски цегли. В селі жив майстер-швець Копитко. Поміщик, що жив у селі, яке було розташоване на теперішньому місці, поселив шевця ближче свого двору, щоб той обслуговував його сім'ю.

#### Версія друга
На село напали татари і вигубили багато людей, особливо чоловічого населення. Закатованих людей похоронили за селом. Висипали велику могилу. Поставили хрест. Це поле і до сьогоднішнього часу носить назву «Могила». А жінки, що вижили, поклялися на «Могилі» носити вишиванки, вишиті тільки чорними і жовтими нитками. З приходом Радянської влади, хрест було знищено. Кругом села було багато слідів від кінських копит і від цього пішла назва села Копитів.
З часом селом заволодів граф Збігнев Ланцкоронський, яке належало йому до першої світової війни.

## Організації села
До 1939 року в селі діяла потужна організація «Просвіта» в яку входили: — гурток «Братства тверезості Святого Іллі», чисельністю 156 чоловік; — драматичний гурток; — церковний і сільський хори; — Союз Українок; — магазин і «Самопоміч»; — "Добрий господар".
В селі діяла церква святого Іллі, яка згоріла у 1860 році. На цьому місці було збудовано нову церкву, яка булла привезена з села Межиріччя, і мала назву «Непорочного зачаття Пресвятої Богородиці Анною». Церква почала діяти у 1882 році. Спочатку вона була парафіяльною, а згодом парафію перенесли в село Бобʼятин. Першим священиком був Степан Подляшецький, а після нього священиками були: Ємільян Криницький, Кароль Давидович, Василь Фартух, Володимир Ярко.
В селі діє Народний Дім «Просвіта», а поруч з ним магазин.
Старанням жителів села в 1994 році було відновлено памʼятник скасування панщини, який спорудили жителі села в 1848 році, а комуністи знищили його в 1961 році.

## Населення
В 1909 році населення села Копитів становило 450 чоловік,
1935 рік – 455 чоловік,
1937 рік – 458 чоловік,
1939 рік – 510 чоловік.

## Пам'ятки
Могила «Борцям за волю України» була висипана в 1932 році. Потім була знищена польськими шовіністами. Працюючи ночами, молоді люди відновили її. З приходом комуно-більшовицької влади, могила була знову зруйнована і відновлена в 1993 році.
У 2007 році стараннями родини Парфенюків (Ганни Чижмар) збудована статуя «Покров Пресвятої Богородиці»